# Frank Leboeuf
Frank Leboeuf (22 de gener de 1968) és un exfutbolista francès. Va formar part de l'equip francès a la Copa del Món de 1998.